# Max van der Rose
Max van der Rose ist ein deutscher Komponist, Musiker, Musikproduzent und Maler.

## Leben
Er lebt in seiner Geburtsstadt Berlin und arbeitet als Impresario, Komponist, Musiker, musikalischer Leiter und Produzent im Studio sowie auf Bühnen für Kultur, Medien und Wirtschaft. Seine Arbeiten wurden bisher in 18 Ländern aufgeführt und ausgestrahlt.
Ein erster Höhepunkt war 1995 die Konzeption und Durchführung der Eventreihe dance of elements anlässlich des 10-jährigen Jubiläums der Bundesgartenschau im Britzer Garten in Berlin. In 18 tagesfüllenden Events, mit mehr als 60 Musikern, ließ er lebende Klangbilder zum Thema der vier Elemente – Feuer, Wasser, Erde, Luft – entstehen. Dabei gründete er die Drum Connection.
Als Beginn von Arbeiten außerhalb des musikalischen und kulturellen Mainstreams, folgte als ein weiterer Höhepunkt die Zusammenarbeit und Produktion eines Albums des mongolischen Künstler Saraa.
Seit 2003 ist er Komponist und musikalischer Leiter der Rhythm, Drum & Dance-Show, die bereits Gastspiele in 13 europäischen Ländern gab.
Er engagiert sich politisch durch regelmäßige Teilnahme beim Karneval der Kulturen, dem größten Kulturevent in Berlin. Er produziert und veröffentlicht gemeinsam mit der Werkstatt der Kulturen seither die regelmäßig erscheinenden CDs auf seinem Label cues recording.
Für sein künstlerisches und kulturelles Engagement „… als Künstler mit Sendungsbewusstsein“ erfolgte 2003 die Ernennung zum Ritter der Kultur des Landes Ungarn. Der Festakt mit Verleihung und Ritterschlag fand im Schloss Stefania in Budapest statt.

## Ehrungen
- 2003 Ernennung zum Ritter der Kultur des Landes Ungarn
- 2004 Meeting Business Award mit Rhythm, Drum & Dance im Rahmen der DHL-Roadshow[4]
- 2013 Distinctive Achievement Award - Best Music - Wild Rose Independent Film Festival USA

## Filmmusik
- Dorado One Way – Regie: Reinhard Münster
- Highscore – Regie: Ralph Bohn
- New York June – Regie: Ralph Bohn
- Lindenstraße – ARD-Serie
- Andy – Regie: Ralph Bohn
- California Clan – RTL-Serie
- Solinger Rudi – Regie: Dietmar Klein
- Der Erdnußmann – Regie: Dietmar Klein
- Ich bin unschuldig – Regie: Ralph Bohn
- Auf eigene Faust – Regie: Ralph Bohn
- Daniela – Regie: Ralph Bohn
- Das Tier – Regie: Ralph Bohn
- Dieter Moor Feature – Regie: Anna Hus
- Jana – Regie: Jakob Lass
- The Paragon Cortex – Regie: John Kilker
- Carl - Ein Tagebucheintrag von 1932 – Regie: Timo Borkowski

## Diskografie
- Karneval der Kulturen – CD "Vol. 1"
- Karneval der Kulturen – CD "Vol. 2"
- Karneval der Kulturen – CD "Vol. 3"
- Karneval der Kulturen – CD "Vol. 4"
- Beat ’n Blow – CD Modern Brass
- Drum Connection – DigiFile Essen2kilo7
- Drum Connection – DVD Loveparade 2008 - Compilation
- Drum Connection – CD Perfect Way
- Drum Connection – CD Selection No 1
- Fliegenpilz – LP Unser Land
- Grasland – LP Echt Null
- L’Accord Perdu – 7” Vinyl And she is passin’ by
- P.O.P. – CD Hard Work
- P.O.P. – CD Summer In The City
- Perdu – CD Blue Café
- Reefer – CD The Storm
- Samossis – 7” Vinyl Walzernaach
- Saraa – CD Saraa
- Spreejecke – CD Noh Hus / Kölsch … find ich gut
- Max van der Rose – CD Fashion Girl - Compilation
- The Lost Verses – CD Worüber wir reden
- Transform23 – DigiFile EP Decadence
- Westend 2 – 12” Vinyl Vergessen/Die Sonne bleibt steh’n